# Killer Instinct 2
 (janvier 2016).
Si vous disposez d'ouvrages ou d'articles de référence ou si vous connaissez des sites web de qualité traitant du thème abordé ici, merci de compléter l'article en donnant les références utiles à sa vérifiabilité et en les liant à la section « Notes et références ».
Killer Instinct 2 est un jeu vidéo de combat sorti en 1995 sur arcade. Le jeu a été développé par Rare et édité par Nintendo.
Il s'agit de la suite de Killer Instinct. Une version spéciale sur Nintendo 64, appelée Killer Instinct Gold, est sortie en 1996.

## Trame

### Histoire
A la fin du tournoi Killer Instinct, Orchid a vaincu Eyedol. Cependant, en le battant, une énorme explosion a éclaté et a renvoyé tous les guerriers du tournoi, excepté Thunder, Riptor et Cinder, dans le passé 2000 ans plus tôt. Entre-temps, l'esprit du tigre révèle sa vraie identité à Jago, connu sous le nom de Gargos. Ce dernier révèle son imposture devant le guerrier moine qui jure de se venger de lui et ressuscite un esclave sous l'apparence de Spinal. De plus, les combattants du Killer Instinct vont rencontrer les combattants de cette époque. De ce fait, un nouveau tournoi est organisé, avec Gargos comme boss final. Cependant, ce tournoi va décider du sort du monde...

### Personnages
Killer Instinct 2 inclut onze personnages, dont quatre nouveaux personnages. Black Orchid, Fulgore, Glacius, Jago, Sabrewulf, Spinal et T.J. Combo sont issus du premier opus de Killer Instinct. Eyedol, Chief Thunder, Cinder et Riptor n'ont pas été reconduits et remplacés par Gargos, Kim Wu, Maya et Tusk. Cinder ne revient pas car il est ouvertement sous-entendu que le Glacius du présent a tué une torche humaine, impliquant la mort de Cinder, Riptor n'est pas présent car il a été battu par TJ Combo et Thunder est resté dans le présent.

## Bande sonore
Killer Instinct Gold Cuts est la bande originale officielle du jeu Killer Instinct Gold.
Liste des titres
1. Title Tune
2. Select
3. Maya (Game Version)
4. Maya (Remix)
5. Sabrewulf
6. Jago (Game Version)
7. Jago (Shakuhachi Remix)
8. Combo
9. Tusk
10. Kim Wu
11. Orchid
12. Glacius
13. Fulgore
14. Spinal
15. Gargos
16. Training Mode